# Lissodendoryx timorensis
Lissodendoryx timorensis är en svampdjursart som beskrevs av Hofman och van Soest 1995. Lissodendoryx timorensis ingår i släktet Lissodendoryx och familjen Coelosphaeridae. Inga underarter finns listade i Catalogue of Life.